# Grallariidae
Grallariidae là một họ chim trong bộ Passeriformes.

## Hình ảnh

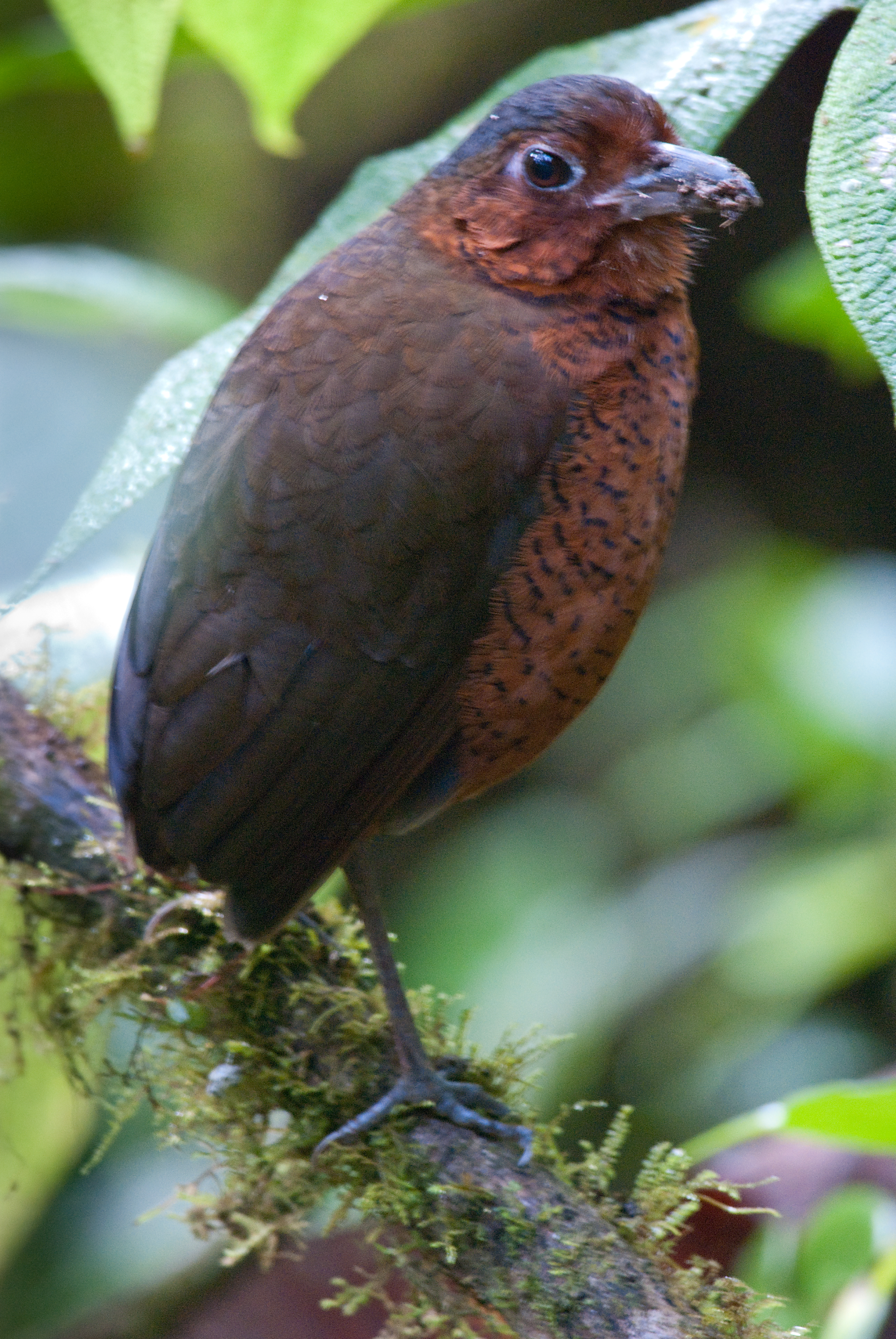
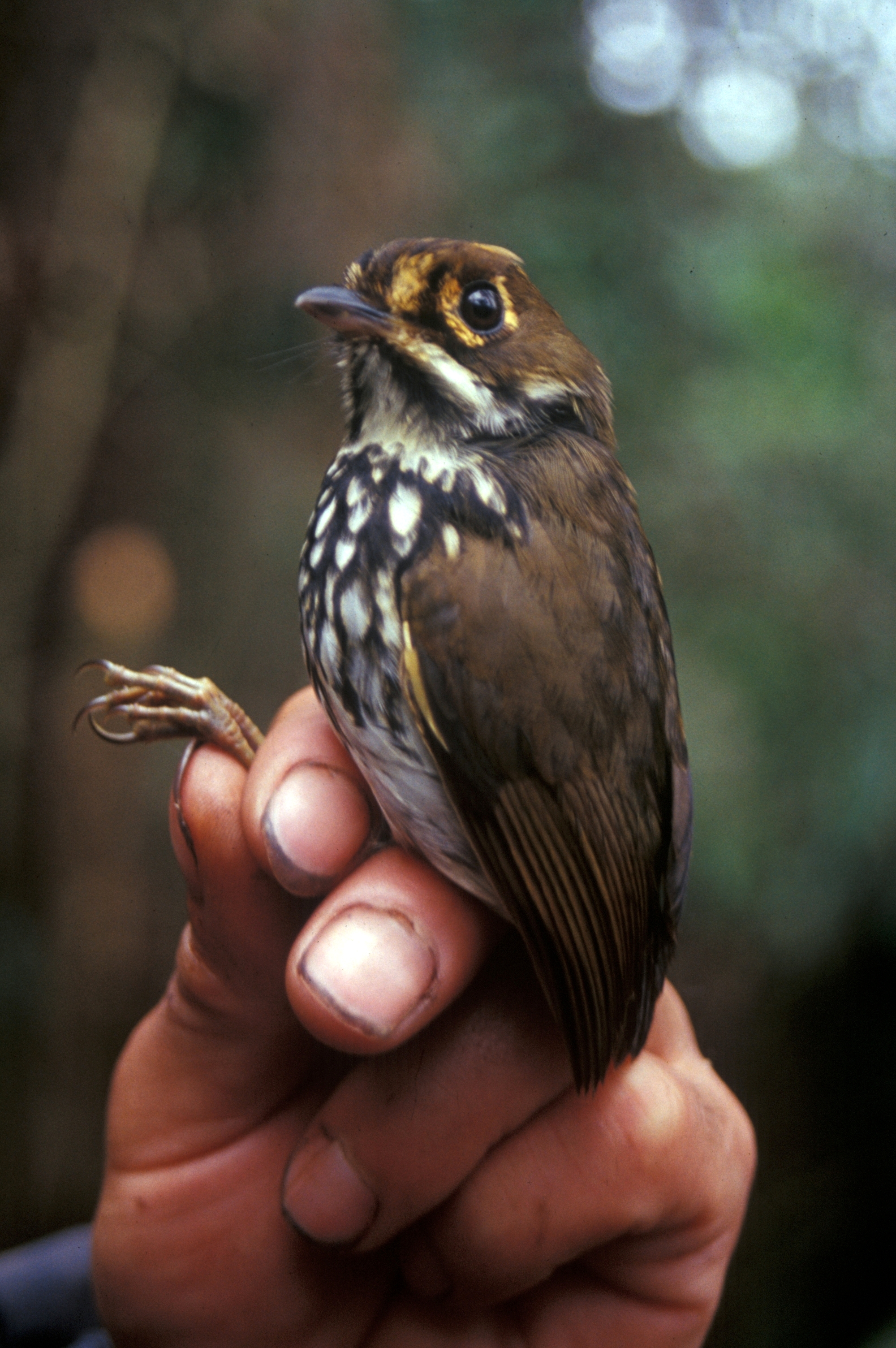
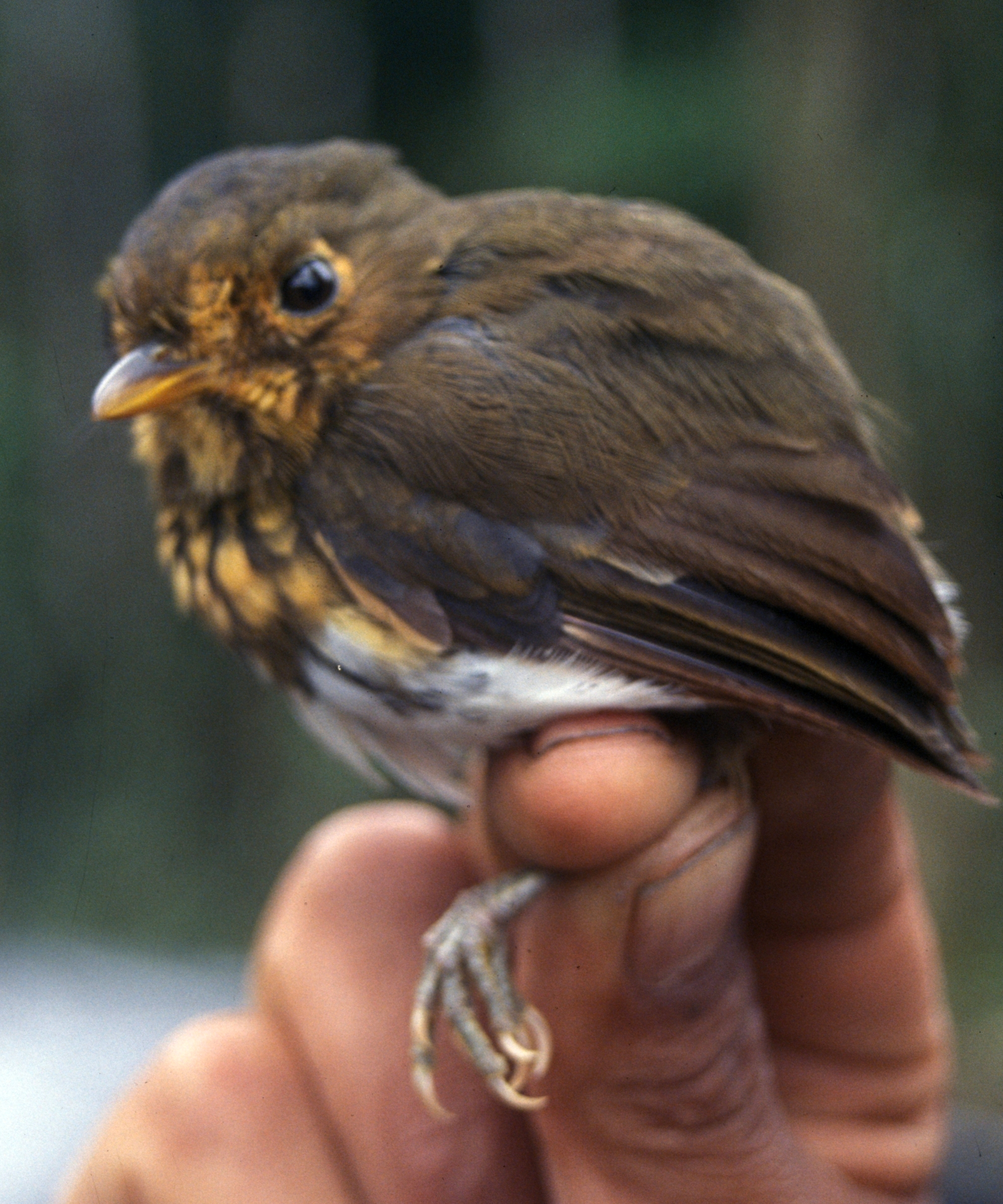
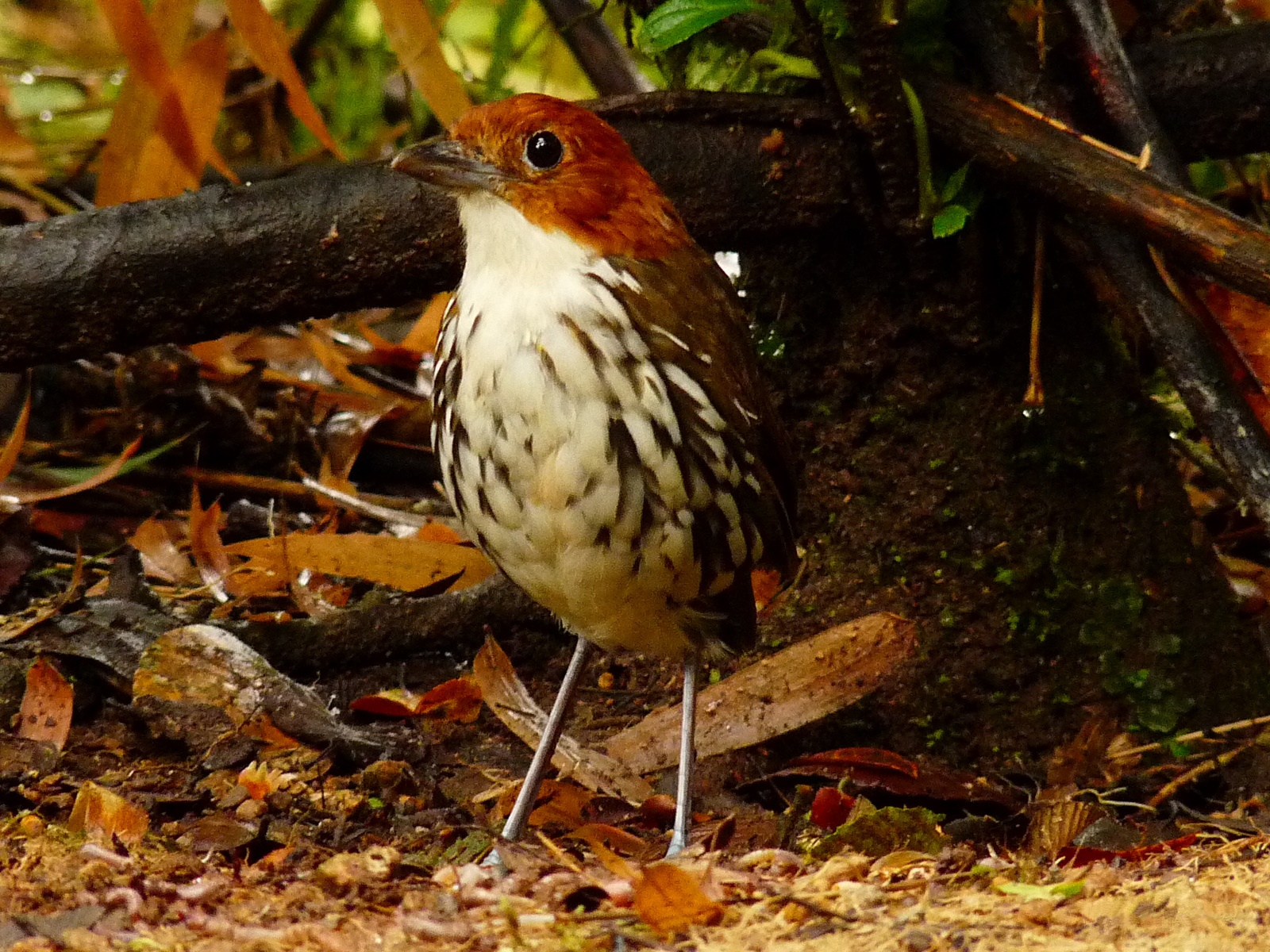
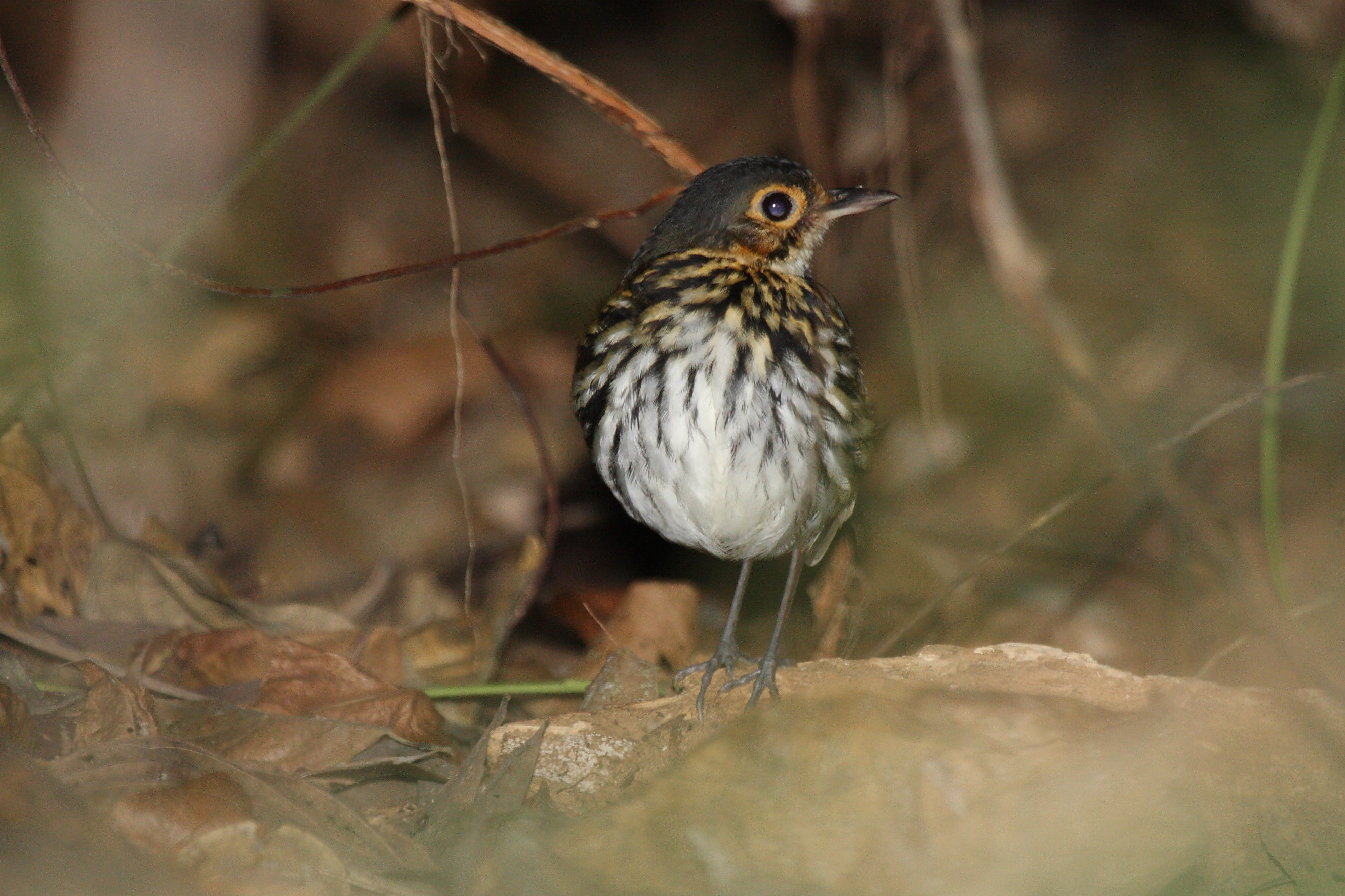

## Phân loại học
- Chi Grallaria (32 loài)
- Chi Hylopezus (10 loài)
- Chi Myrmothera (2 loài)
- Chi Grallaricula (9 loài)